# Cantón de Les Aix-d'Angillon
El cantón de Les Aix-d'Angillon era una división administrativa francesa, que estaba situada en el departamento de Cher y la región de Centro-Valle de Loira.

## Composición
El cantón estaba formado por doce comunas:
- Aubinges
- Azy
- Brécy
- Les Aix-d'Angillon
- Morogues
- Parassy
- Rians
- Saint-Céols
- Sainte-Solange
- Saint-Germain-du-Puy
- Saint-Michel-de-Volangis
- Soulangis

## Supresión del cantón de Les Aix-d'Angillon
En aplicación del Decreto n.º 2014-206 de 21 de febrero de 2014, el cantón de Les Aix-d'Angillon fue suprimido el 22 de marzo de 2015 y sus 12 comunas pasaron a formar parte del nuevo cantón de Saint-Germain-du-Puy.